# Garage Noord

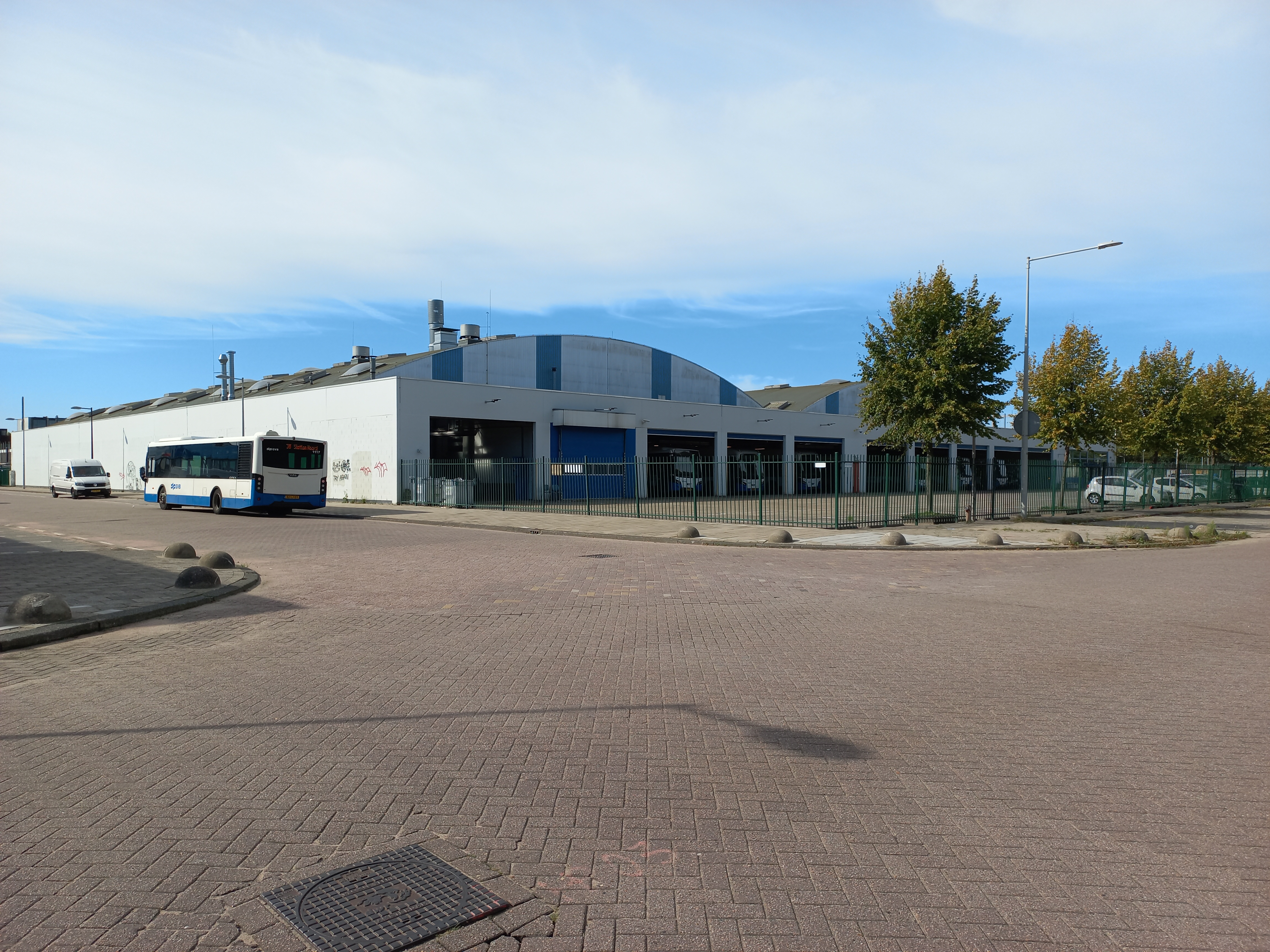
Garage Noord in september 2023)

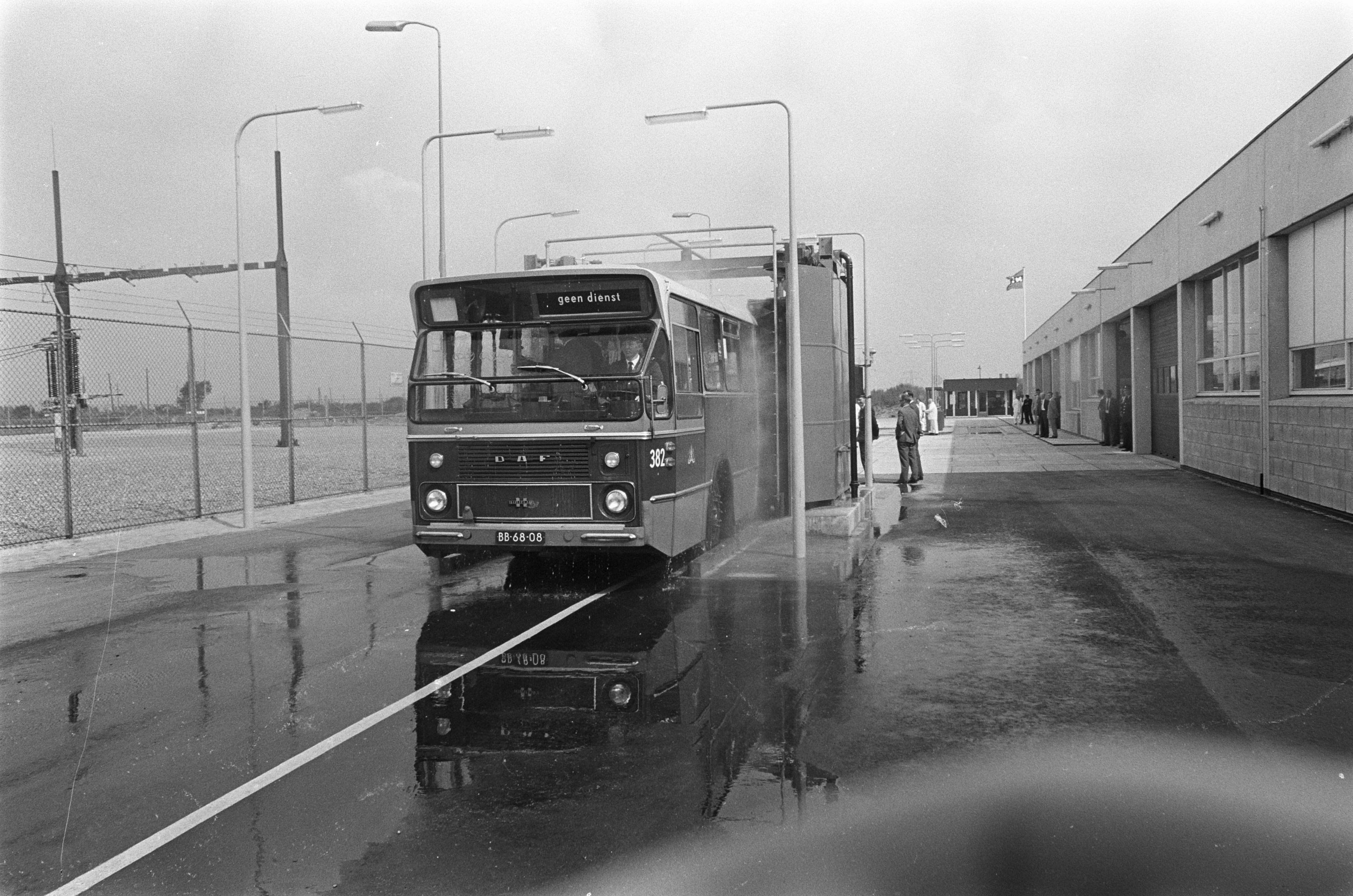
Wasstraat in 1968

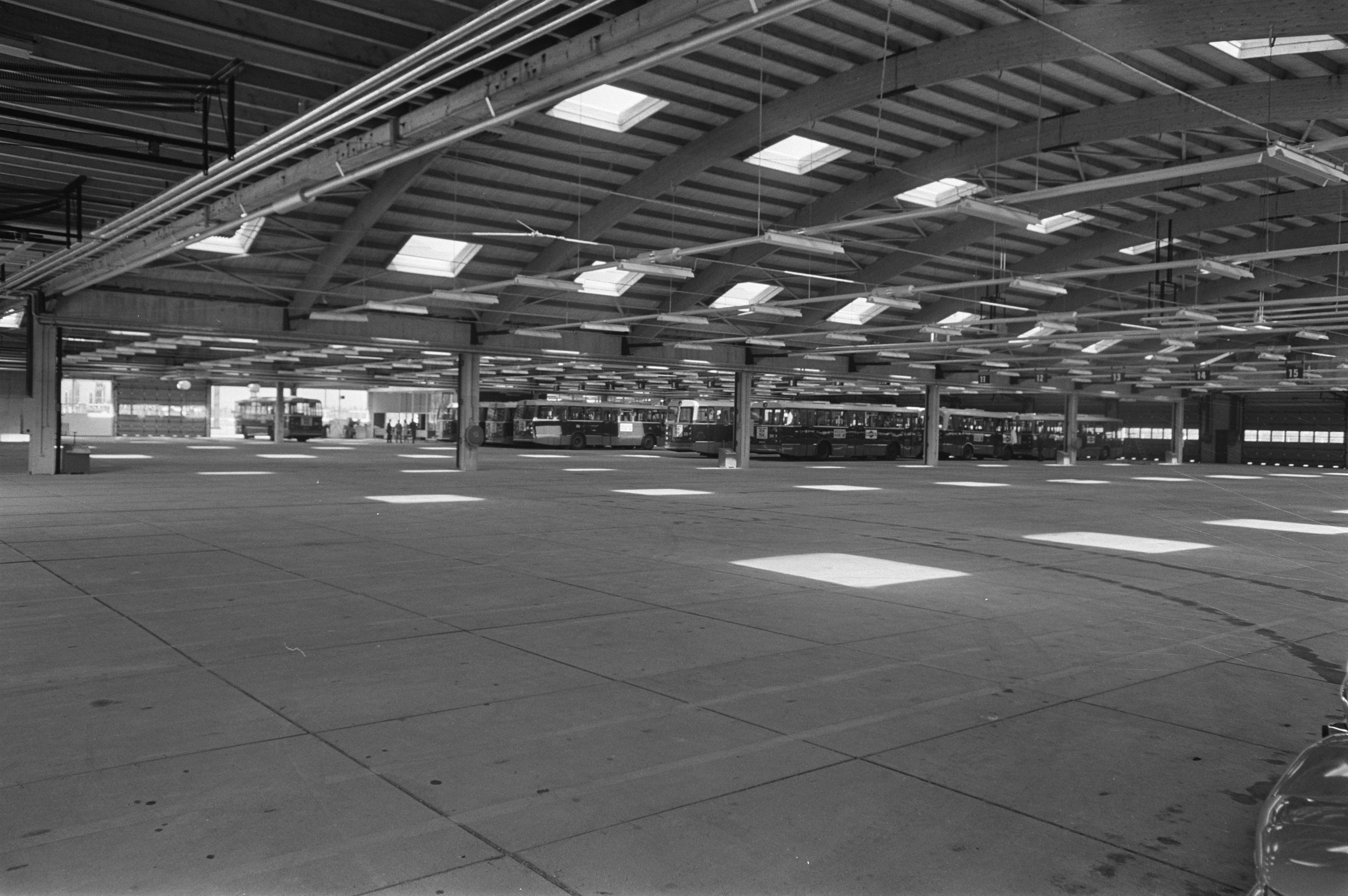
Interieur garage in 1968

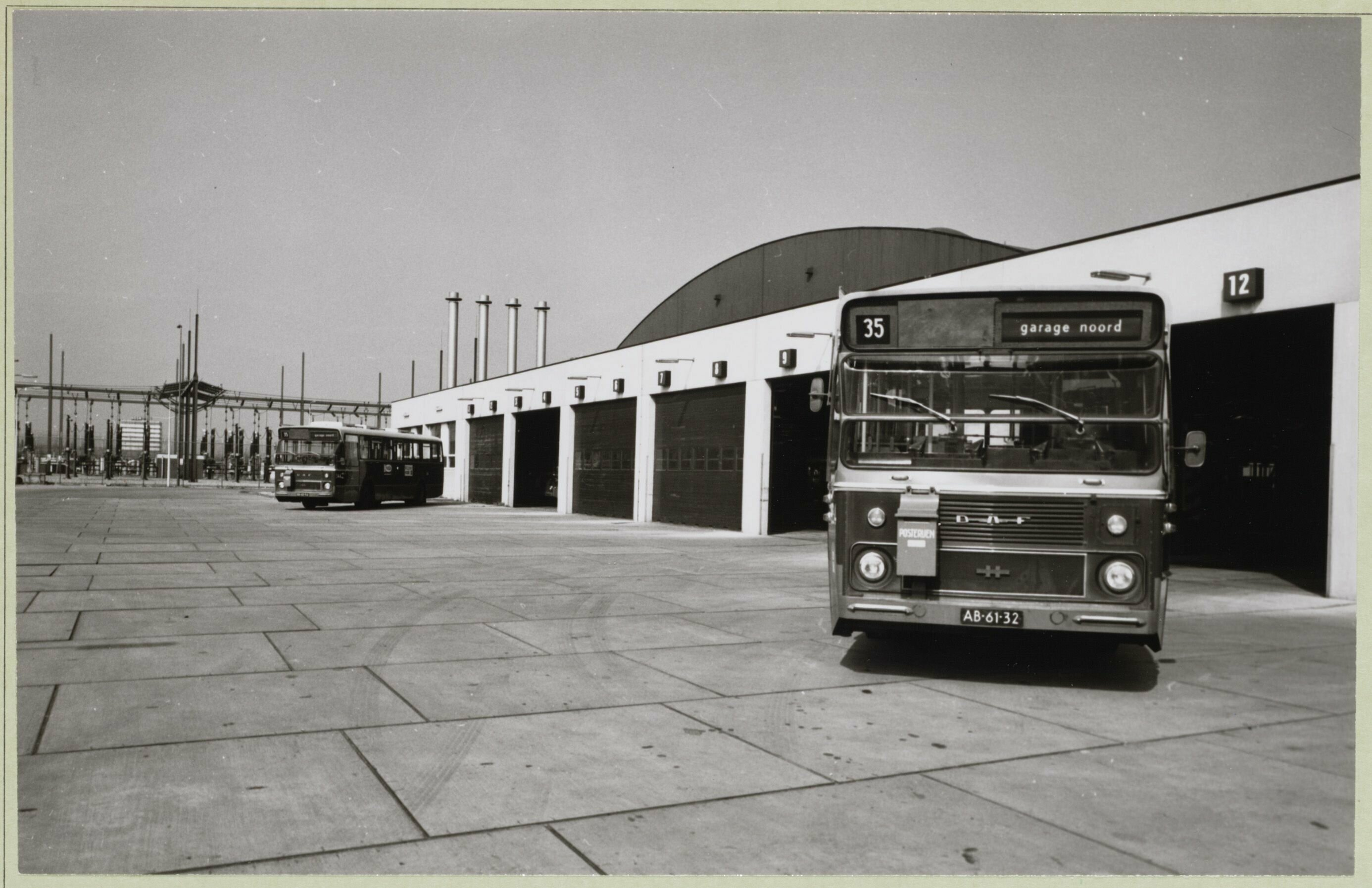
Garage Noord, met CSA-I-bussen. Maart 1971

Garage Noord  is een garage gebouwd en in gebruik voor het GVB aan de Metaalbewerkerweg 23 en langs de Draaierweg in Amsterdam-Noord. Het complex werd in 1968 in gebruik werd genomen. Vanuit deze garage worden door het GVB de daglijnen 34, 35, 37, 38, 43 en 48geëxploiteerd alsmede enkele spits en nachtlijnen.

## Geschiedenis
Oorspronkelijk was de garage gevestigd aan de Mokerstraat bij de Aambeeldstraat nabij de ponthaven. Van 1913 tot 1924 was hier de Noordergasfabriek gevestigd. Een vrijkomend gebouw van de fabriek werd verbouwd tot busgarage en bood sinds 1925 tot 1968 onderdak aan 17 bussen van de toen drie rijdende buslijnen in Amsterdam Noord, lijn B, C en L (sinds 1951 lijn A), in 1966 werden de lijnen vernummerd in 35, 32, 34 en kwam een nieuwe lijn 30). Ook was er een klein buitenterrein waarop de bussen konden worden gestald die niet meer in de garage paste. 
In verband met de gestage uitbreiding van de stad in Noord en de aanstaande opening van de IJtunnel op 30 oktober 1968 werd het autobusnet sterk uitgebreid. Hierdoor was het autobuspark sterk in omvang toegenomen en verwacht werd dat er in Noord een behoefte
zou bestaan van 80 à 100 bussen met een reserve van 20. Ter vervanging en uitbreiding van de te krappe behuizing kreeg het GVB van de gemeente toestemming en een krediet van Fl. 2.780.000 (waarvan Fl. 220.000 voor installatiekosten) voor de bouw van een modern complex met stallingsmogelijkheid voor ongeveer 120 bussen met een eventuele uitbreiding naar 200 bussen. Gekozen werd voor een reeds bouwrijp  terrein ten noorden van de Klaprozenweg. Het is een conventionele gesloten garage met twee hallen met elk opstelruimte voor 60 bussen in rijen van 10. Voorts zijn er personeelsverblijven, kantoren en is er een werkplaats met werkkuilen voor klein onderhoud. Groot onderhoud vindt plaats in de centrale werkplaats in Garage West.  
In de loop der jaren zijn er vele aanpassingen geweest. Zo moest vervuilde grond worden verwijderd, moesten bij de komst van de gelede bussen de werkkuilen worden verlengd en konden minder bussen per rij worden opgesteld. Ook kwam er bepaalde tijd een LPG en aardgas vulinstallatie voor toen rijdende bussen op deze brandstoffen. Als laatste garage zal hier infrastructuur voor het opladen van elektrische bussen worden aangelegd. Daarentegen zal na het volledige overgaan op elektrische aandrijving rond 2025 de tankvoorzieningen kunnen verdwijnen.